# Saša Marković
Ne doit pas être confondu avec Saša Marković, le  joueur bosnien de basket-ball
Pour les articles homonymes, voir Marković.
Saša Marković (serbe : Саша Марковић) (né le 19 juillet 1971 à Niš en RF Yougoslavie) est un joueur de football serbe.

## Biographie
Durant sa carrière, il a joué entre autres pour les clubs serbes du FK Jastrebac Niš, FK Čukarički, FK Radnički Niš, FK Železnik, de l'Étoile rouge de Belgrade, FK Obilić Belgrade, FK Zemun, OFK Niš, en Allemagne au VfB Stuttgart, en Hongrie au MTK Budapest et en Macédoine au FK Pobeda.
Depuis 2009, il entraîne le club serbe du FK Župa Aleksandrovac.

## Palmarès
- Étoile Rouge de Belgrade
  - 1 fois meilleur buteur du championnat de Yougoslavie: 1997-98 avec 27 buts